# Kärntner Landesbaupreis
Der Kärntner Landesbaupreis wird seit 1992 vom Land Kärnten vergeben.

## Landesbaupreis
Organisiert wird der Landesbaupreis vom Architektur Haus Kärnten. Die Entscheidung fällt durch ein Jury.

## Hauptpreis und Anerkennungen
- - 2010 Anerkennung Dietger Wissounig Architekten für das Projekt Altenwohn- und Pflegeheim Maria Gail, Diakonie Kärnten[1]
  - 2010 Anerkennung murero_bresciano architekten mit Hanno Kautz für das Projekt Brücke zur Welt lend/spiel, Stadt Klagenfurt am Wörthersee[1]
  - 2010 Anerkennung winkler + ruck architekten mit Roland Winkler für das Projekt Schulzentrum Kühnsdorf[1]
  - 2010 Anerkennung Feichtinger Architectes Sarl, Priebernig.“P“ ZT GmbH, Architectes Collective ZT-GmbH, Fritsch, Chiari&Partner ZT GmbH für das Projekt Neubau Klinikum Klagenfurt am Wörthersee[1]
  - 2010 Anerkennung Holodeck architects für das Projekt embedded house in Heiligengeist[1]
- 2011 Michael Loudon, Josef Habeler für das Projekt LKH Wolfsberg Lymphklinik, KABEG[2]
- 2011 Marte.Marte Architekten für das Projekt Evangelisches Diözesanmuseum Fresach[2]
- 2012 murero_bresciano architekten für das Projekt Tageswerkstätte Globasnitz, Kärntner Caritasverband[3]
- 2012 Eva Rubin für das Projekt Wohnanlage Leutschacherstraße, Kärntner Siedlungswerk[3]
- 2012 A4+arch. Hoke-Leiler-Vögele-Winkler für das Projekt Parkdeck LKH Villach, KABEG[3]
- 2013 winkler + ruck architekten für das Projekt Neue Mittelschule Wölfnitz[4]
- 2014 Dietger Wissounig Architekten für das Projekt Veranstaltungs- und Sporthalle St. Martin in Villach[5]
- 2015 Hertl.Architekten ZT GmbH für das Projekt Wohnhaus an den Ausläufern der Saualpe, Diex[6]
  - 2016 Anerkennung Architekturbüro Hohengasser / Wirnsberger für das Projekt Paarturm Pörtschach am Wörther See[7]
  - 2016 Anerkennung bauraum. Architekten, mit Helmut Dominikus und Ralf Mikula für das Projekt Pfarrzentrum Glanhofen in Feldkirchen
- 2017 Hohengasser Wirnsberger Architekten für das Projekt Kaslab’n Nockberge[8]
- 2018 XBORN Bau Raum Gestaltung mit Iuna und Lukas Negenborn für das Projekt Biohotel Gralhof in Neusach am Weißensee
- 2018 Architekturbüro Eva Rubin mit Jürgen Wirnsberger und Beatrice Bednar für das Projekt Neues Wohnen an der Glan in Klagenfurt am Wörthersee
- 2022 Hohengasser Wirnsberger Architekten für das Projekt Neue Ortsmitte Arriach
- 2024 Architekturbüro Eva Rubin mit Florian Anzenberger und Markus Lackner für das Projekt Drauforum Oberdrauburg